# Cipriano Elis
Cipriano Elis de la Hoz (Muriedas, Cantabria, 26 de septiembre de 1907 - Chera, 14 de enero de 1984), también conocido como Cipriano Elys, fue un ciclista español, que fue profesional entre los principios de los años 30 hasta el 1945. Su principal éxito fue una victoria de etapa en la Volta a Cataluña de 1945.

## Palmarés
1945
- Vencedor de una etapa de la Volta a Cataluña

### Resultados a la Vuelta a España
- 1936. 12º de la clasificación general.
- 1942. 5º de la clasificación general.

### Resultados al Tour de Francia
- 1935. Abandona (1ª etapa)